# Nannosquilla grayi
Nannosquilla grayi är en kräftdjursart som först beskrevs av Fenner A. Chace 1958.  Nannosquilla grayi ingår i släktet Nannosquilla och familjen Nannosquillidae. Inga underarter finns listade i Catalogue of Life.